# Allantodia forrestii
Allantodia forrestii là một loài thực vật có mạch trong họ Woodsiaceae. Loài này được Ching ex Z.R. Wang miêu tả khoa học đầu tiên năm 1994.